# Randa Chahal Sabag
Randa Chahal Sabbag (Tripoli, 11 dicembre 1953 – Parigi, 25 agosto 2008) è stata una regista e sceneggiatrice libanese.

## Biografia
Ha vinto il Leone d'argento - Gran premio della giuria alla 60ª Mostra internazionale d'arte cinematografica di Venezia con L'aquilone (Le cerf-volant).

## Filmografia parziale
- Schermi di sabbia (Ecrans de sable) (1991)
- Les infideles (1997)
- Civilisées (1999)
- L'aquilone (Le cerf-volant) (2003)